# Коронація в Португалії

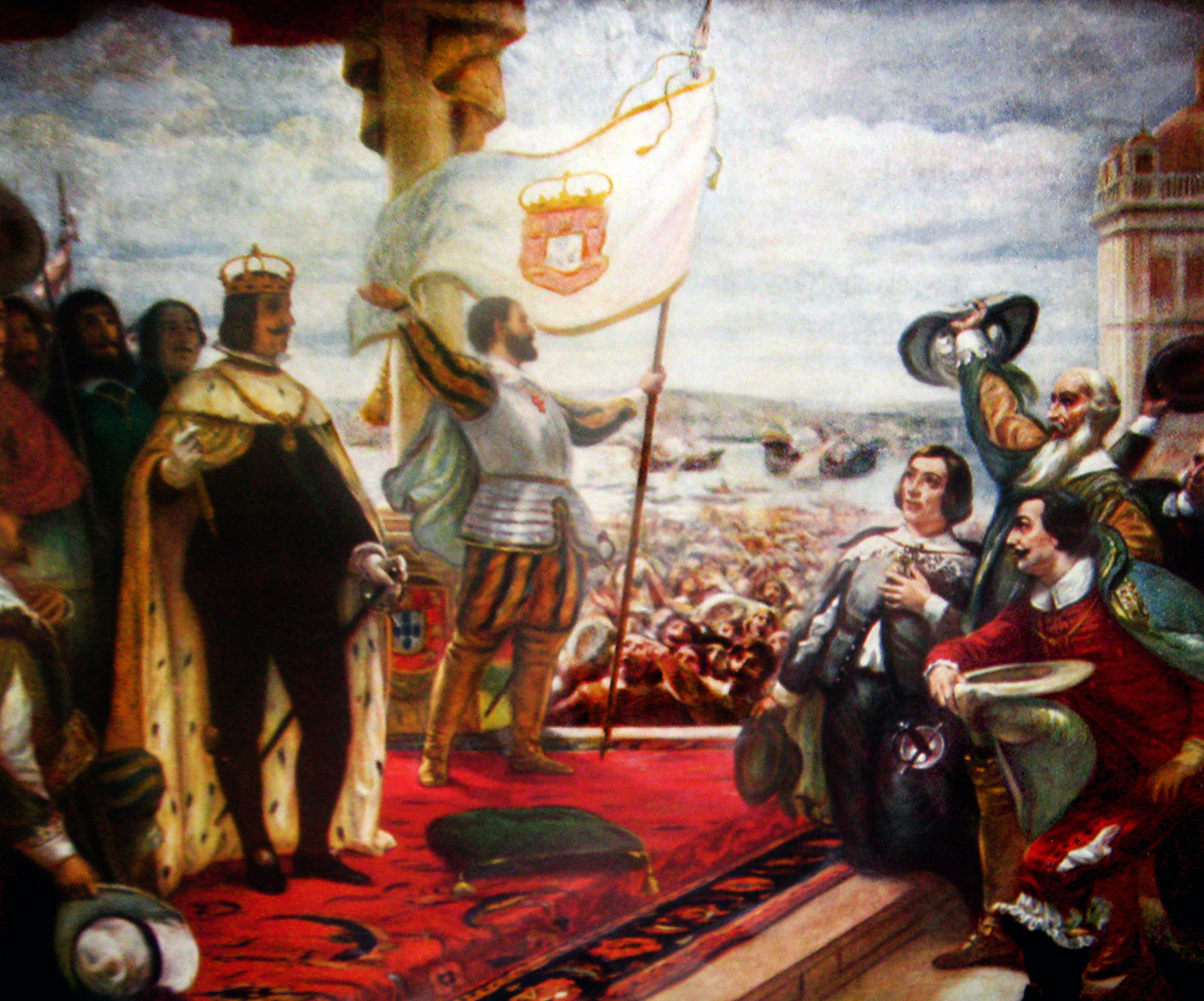
Коронація Хуана IV

Коронація в Португалії або Акламація монарха в Португалії — церемонія проголошення нового короля Португалії, під час якої спадкоємець престолу сходив на трон монарха Португалії. 
У Португалії рідко проводилась саме церемонія коронації, традиційно замість неї відбувалась спеціальна церемонія акламації.
Хоча не існувало сталої традиції спеціальної коронації португальських монархів під час церемонії проголошення нового короля, існували монархи, особливо в добу Середньовіччя, які проводили таку церемонію. Так, коли Хуан IV став королем Португалії в 1640 р., то було проведено церемонію його коронації. 
У XIX—ХХ більшість португальських королів не проводили церемонію коронації. Остання урочиста акламація (проголошення) королем Португалії Мануеля II відбулась 6 травня 1908 року.

## Історія
У Середньовіччі деякі португальські монархи проводили церемонію коронації, як це було прийнято в інших сусідніх європейських країнах, хоча така практика була не дуже поширена і не була детально задокументована. 
Інтронізація нового короля Португалії спочатку називалася підняттям (на щиті) або зведенням (на престол), термін акламації для цієї церемонії виник пізніше. В Португалії не було зафіксовано сталого ритуалу коронації, на відміну від переважної більшості європейських монархій, і не було постійного фіксованого місця для цієї церемонії, тому воно проводилося в різних місцях. 
Спочатку до кінця другої династії, як правило, це було місце, де новий монарх отримував новини про смерть свого попередника. Це була імпровізована церемонія, яка зазвичай проходила з 1-денним інтервалом між отриманням новим монархом вістей про смерть свого попередника та проведенням інтронізації. 
Проте відомо про кілька випадків, коли португальські монархи проводили церемонії помазання та коронації. Так, король Дуарте, встановивши контакт зі Святим Престолом, 1435 року отримав від Папи Римського Євгенія IV благословення й право проводити обряд коронації та помазання «за старим звичаєм французьких королів».
Існує легенда, що коли 1646 року король Хуан IV був скинутий з трону будинком Габсбурґів, він поклав свою корону біля ніг статуї Богоматері Непорочного Зачаття, проголосивши її «істинною королевою Португалії» і покровителькою народу Португалії. Відтоді португальські монархи не проводили офіційної церемонії коронації.
Наприкінці Авіської династії, королі Португалії, які одночасно були також й королями Іспанії, проводили свою інтронізацію в Іспанії.
Після Філіпської династії Габсубрґів, під час правління династії Браганза, існувала усталена церемонія акламації з фіксованим ритуалом, який зазвичай проводилося в Палаці Рібейра, а пізніше на Террейро-де-Пако (Terreiro do Paço). Ці церемонії набули більш урочистого, офіційного і релігійного характеру, особливо з початком періоду абсолютизму. 

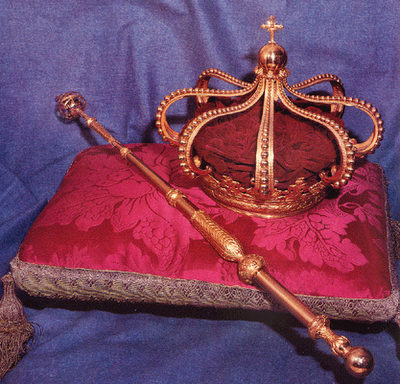
Королівські клейноди Хуана VI

1817 року для короля Хуана VI, який отримав титул «король Сполученого королівства Португалії, Бразилії і Алгарве», була виготовлена спеціальна корона з золота, срібла, заліза і червоного оксамиту, без єдиного дорогоцінного каменю. Окрім корони, були виготовлені й інші королівськими клейноди: скіпетр, куля й мантія. Пізніше ця корона та інші клейноди використовувалася усіма наступними монархами Португалії, але лише чисто символічно.
За часів конституційної монархії в Португалії церемонію акламації проводили в Палаці Сан-Бенту перед депутатами, сенаторами, релігійними діячами та представниками громад.